# Henry Mance
Henry Mance (* 1982) ist ein Entwicklungsforscher, Journalist und Autor. Für die „Financial Times“ schreibt er Reportagen sowie eine wöchentliche satirische Kolumne. Seine Texte erschienen auch im Guardian, GQ, Tatler und Aeon.

## Biografie
Mance studierte in Oxford Entwicklungsforschung, wo er den Master erwarb. Um 2009 forschte und arbeitete er in Kolumbien als Autor.
Mance lebt mit seiner Frau und zwei Kindern in London.

## Auszeichnungen
- 2017: Interviewer des Jahres bei den British Press Awards[2]

## Werke
- „Mit Tieren leben“ – Warum wir das Verhältnis zwischen Mensch und Tier neu definieren müssen. Kein & Aber (Verlag). 2021. ISBN  	978-3-0369-5853-8
- How to love animals – in a human shaped world. Random House (Verlag). 2021. ISBN 978-1-98487-965-3
- The Politics of Sustainability – The Rise and Decline of the Colombian Ministry of Environment. VDM-Verlag 2009. ISBN 978-3-63916-063-5.
- El ascenso y declive del Ministerio del Medio Ambiente (= Foto Nacional Ambiental Documento de politicas públicas 11). Kolumbien 2006. Friedrich-Ebert-Stiftung en Columbia (Verlag).PDF